# HD 215497 b

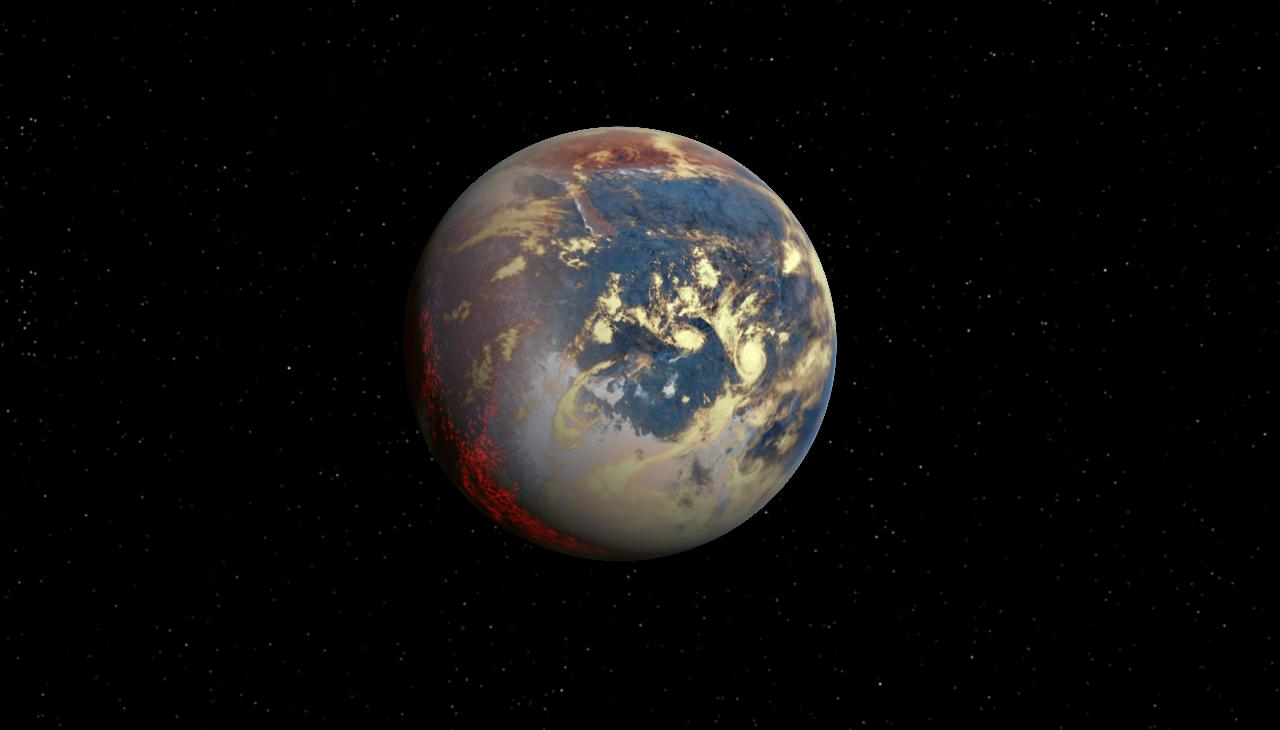
Imagem ilustrativa de HD 215947 b.

HD 215497 b é um planeta extrassolar que orbita a estrela HD 215497, localizada a 142 anos-luz da Terra na constelação de Tucana. Esse planeta é uma super-Terra com no mínimo 6,6 vezes a massa da Terra e leva 3,93 dias para orbitar a estrela. Foi descoberto em 2009 pelo método da velocidade radial a partir de dados do espectrógrafo HARPS, junto com o planeta vizinho HD 215497 c.
Observações pelo Telescópio Espacial Spitzer não revelaram sinais de trânsito de HD 215497 b e permitiram descartar a existência de trânsitos para a maioria das possíveis composições. Ainda existe uma probabilidade de trânsito baixa de 0,31%, se o planeta tiver um raio pequeno e uma composição predominante de ferro.